# クレモニデス戦争
クレモニデス戦争(古希：Χρεμωνίδειος πόλεμος、英：Chremonidean War）は、紀元前267年から紀元前261年にかけて古代ギリシア都市国家とアンティゴノス朝マケドニアの間で戦われた戦争。プトレマイオス朝エジプトの支援を受け、アテナイとスパルタがアンティゴノス2世に反旗を翻したが、マケドニアの勝利に終わった。

## 背景
ガリア人を駆逐して成立したアンティゴノス朝マケドニアはギリシアに覇を唱えていたが、アテナイやスパルタなどの有力国はそのアンティゴノス朝の影響力に懸念を抱いており、なんとかして打ち倒したいと考えていた。エーゲ海の支配者の座を狙うプトレマイオス朝エジプトもアンティゴノス朝に脅威を感じており、利害の一致した彼らは、反アンティゴノス同盟を結成するに至った。アンティゴノス朝に宣戦布告したアテナイ将軍クレモニデスの名を取って、クレモニデス戦争と呼ばれる。

## 経過
戦争の初年は小規模な紛争に留まり、反アンティゴノス同盟の方が優勢であった。しかし、前266年になると、プトレマイオス朝からパトロクロスを将軍として艦隊が派遣されたにもかかわらず、アンティゴノス朝の優勢が決定的になっていく。前265年には、コリントス近郊で行われた戦いにおいて小クラテロス率いるアンティゴノス朝が勝利を得て、スパルタ王アレウス1世が戦死。反アンティゴノス同盟の主力であったスパルタ軍が敗北したことで、アテナイ軍は防戦一方になり、城壁に籠りプトレマイオス朝の援軍をひたすら待たざるを得なくなってしまった。プトレマイオス朝の支援は間に合わず、アテナイは攻囲され、前262か前261年に降伏した。
プトレマイオス朝は艦隊を送り込むが、コスの海戦にてアンティゴノス朝艦隊に敗北する。海戦で敗北したプトレマイオス朝は、エーゲ海での影響力を弱める結果となった。こうして、反アンティゴノス同盟は大敗を喫し、アンティゴノス朝のギリシア支配は決定的となった。